# Glacier engine
Glacier engine (від англ. "glacier" — «льодовик» та англ. "engine" — «рушій»; вимовляється «Глейсер енжін») — рушій гри, розроблений данською компанією IO Interactive для використання у власних проєктах. Робота над рушієм почалася ще в 1994 році, і з того часу протягом декількох років технологія піддавалась постійним доопрацюванням та поліпшенням. 
Першою грою, яка базувалася на даній технології, стала «Hitman: Codename 47» 2000 році; в той же час, остання, — «Kane & Lynch 2: Dog Days», — вийшла в 2010 році. 

## Технічні характеристики
Рушій містить кілька інструментів, необхідних для розробки: «Visual Scene Editor» та «Visual Scene Player» для роботи з кат-сценами (ігровими роликами на рушії), редактор рівнів, кілька інструментів для роботи з текстурами, об'єктами та звуком, а також власні плагіни для 3ds MAX, Adobe Photoshop та Pro Tools. 
Базова фізика дозволяє імітувати поведінку транспортних засобів, зіткнення, падіння об'єктів, проте в пізніших проєктах на «Glacier engine» інтегрований комерційний фізичний рушій Havok. 
Для роботи зі світлом підтримується лайтмаппінг, піксельне та вершинне освітлення, об'ємні промені та попереднє обчислення світла та тіней (для відображення в реальному часі). Також підтримується MIP-текстурування та рельєфне текстурування, метод LOD для об'єктів, інверсна кінематика, а також покадрова та скелетна анімація. 
Є підтримка ряду графічних пост-ефектів, серед яких світлові відблиски, motion blur та depth of field. Традиційно для рушіїв свого часу присутня можливість створювати різні погодні ефекти (наприклад, туман або дощ) за допомогою системи частинок, — вона ж управляє і деякими іншими ефектами. Підтримка шейдерів дозволяє реалізувати такі ефекти, як вода з хвилями, заломлення світла та відблиски.
Вбудований в «Glacier» звуковий рушій підтримує потокове або динамічне відтворення музики на рівні та акустичні ефекти для звуку, створювані за допомогою підсистеми A3D або EAX. 
Система зберігання файлів заснована на форматі Zip, що полегшує доступ до архівів з ігровими даними.

## Ігри, що використовують Glacier engine
Файл:Glacier engine (screenshot).jpg|320px|thumb|Скриншот з «[[Hitman: Blood Money», 2006 рік.]]
- 2000 — Hitman: Codename 47
- 2002 — Hitman 2: Silent Assassin
- 2003 — Freedom Fighters
- 2004 — Hitman: Contracts
- 2006 — Hitman: Blood Money
- 2007 — Kane & Lynch: Dead Men
- 2009 — Mini Ninjas
- 2010 — Kane & Lynch 2: Dog Days